# مغوئية (حومة بم)
مغوئیة (بالفارسية: مغوئیه) هي قرية تقع في إيران في منطقة مركزية ريفية. يقدر عدد سكانها بـ 54 نسمة .